# Y ahora... ¿qué? (Taller Canario)
Y ahora... ¿qué? es un disco del grupo musical canario Taller Canario de Canción, formado por Andrés Molina y Rogelio Botanz, tras haber abandonado el grupo Pedro Guerra, quien ahora estaba iniciando su carrera en solitario. El disco fue grabado en La Laguna, Tenerife en 1994, y editado por Discos Manzana.
Se trata del disco de Taller que más sonaría a nivel de todo el estado, encuadrándose dentro del movimiento de los "nuevos cantautores" de mediados de los 90. En estos momentos las actuaciones de Taller Canario en Madrid eran bastante frecuentes.
El disco tiene un sonido mucho más cercano al rock que los anteriores, y entre las colaboraciones destacan las de Víctor Manuel y Ana Belén, que se convirtieron en los padrinos del grupo fuera de canarias.
El disco está dedicado a la memoria del artista lanzaroteño César Manrique, que falleció en 1993 en un accidente de tráfico.

## Canciones
- 1. Nadie sabe (Pedro Guerra)
- 2. Flores nuevas (Andrés Molina)
- 3. Zancadillas al amor (Rogelio Botanz)
- 4. Piel de crucifijo (Andrés Molina)
- 5. Me dice ven (Andrés Molina)
- 6. Trocar el destino (Andrés Molina)
- 7. De aquí debajo al sur (Andrés Molina)
- 8. Así va (Andrés Molina)
- 9. Tajaraste de los números (Rogelio Botanz)
- 10. Eliana (Rogelio Botanz)
- 11. La más perfecta máquina de correr (Rogelio Botanz / Yamil Z.)
- 12. Y ahora... ¿qué? (Rogelio Botanz)

## Créditos
- Arreglos: Taller Canario, excepto Nadie sabe (arreglos Daniel Johansen).

- Taller Canario:
  - Andrés Molina: voz, teclados y programaciones.
  - Rogelio Botanz: voz, percutería, litófono, ganigófono, pito herreño y programaciones.

- Músicos:
  - Gonzalo de Araoz: Guitarra eléctrica y coros.
  - José Carlos Machado: bajo.
  - Alfredo Llanos: batería - Quique Perdomo: Saxo en Nadie Sabe y La más perfecta máquina de correr.
  - Pina González, Milagros Hernández y Javier Pedrós: Chácaras
  - Carlos Más: Guitarra de 12 cuerdas en Eliana
  - Juan María Vidal: Guitarra en Nadie sabe.
  - René González: Trompeta en Nadie sabe.
  - Modesto Valiente: Trombón en Nadie sabe.
  - Daniel Johanses: Programaciones en Nadie sabe.
  - Lamire Sire Sane, Blbacar Mala-Faye y Cheik Gaye: coros en wólof y pisadas en La más perfecta máquina de correr.

- Colaboraciones:
  - Ana Belén: Voz en Nadie sabe.
  - Carlos Varela: voz en Piel de crucifijo.
  - Víctor Manuel: Voz en Me dice ven.
  - Ruper Ordorika: Voz en Tajaraste de los números.
  - Ismaila Sane: voz, coros en wólof y pisadas en La más perfecta máquina de correr.

- Datos: Q9096800